# Androne
En Provence, l'androne est une rue en escalier qui peut être couverte par des maisons. Il est assez fréquent d'en trouver en Haute Provence, comme à Sisteron ou Forcalquier, où le poète Paul Arène (1843-1896) disait : « C'étaient là les couverts, abris précieux pour polissonner les jours de pluie ». [réf. souhaitée]
Androna, androuna, androno est un mot occitan et catalan qui désigne à l'origine un petit passage entre deux maisons. Plus tard aussi une ruelle ou un cul-de-sac. C'est un mot d'origine grecque andron emprunté par le latin avec le sens « l'appartement des hommes » selon Paulus Festus comparable au gynécée des femmes : in quo viri plurimi morabantur ut gynaecum a mulieribus. Androna est attestée dans tout le domaine occitan, de la Provence jusqu'en Gascogne depuis le XIIe siècle. Voir à ce propos  le FEW (Französisches Etymologisches Wörterbuch -Dictionnaire étymologique du français-) de Walther von Wartburg [réf. souhaitée]
Voir par exemple le Compoix de Valleraugue.
Le français a emprunté le mot directement au grec au XVIe siècle andron mais uniquement par rapport à l'Antiquité
Androne désigne aussi l'espace de 25 à 40 cm, laissé entre les maisons des bastides du Moyen Âge. [citation nécessaire]